# Царичанский район
Царича́нский райо́н (укр. Царичанський район) — упразднённая административная единица на севере Днепропетровской области Украины. Административный центр — посёлок городского типа Царичанка.

## География
Район расположен на севере Днепропетровской области.
С ним соседствуют
Магдалиновский,
Петриковский районы Днепропетровской области,
Кобелякский и
Новосанжарский районы Полтавской области.
Площадь 900 км².
На территории района протекают реки:
Орель,
Мокрая Заплавка,
Прядовка,
канал Днепр — Донбасс.

## История
- Во времена Киевской Руси нынешняя территория района была в составе Переяславского княжества, а в XIV веке — в Великом княжестве Литовском.
- Активное заселение началось в XVII веке, когда запорожское казачество защищало эту территорию от набегов орды. В 1662 году возникает городок Китайгород, а в 1718 году — Могилёв.
- В 30-е года XVIII века вдоль правого берега реки Орель была построена Украинская укреплённая линия — Царичанка стала крепостью. Около сёл Рудка, Залелия и посёлка Царичанка остались фрагменты Украинской укреплённой линии (1731—1733 гг.).
- Как административно-территориальная единица, Царичанский район возник в границах Полтавской губернии в январе 1923 года, с 5 октября 1923 года — в Полтавском округе, с 10 июня 1925 года — в Екатеринославском округе, с 27 февраля 1932 года становится одним из районов Днепропетровской области. В его состав входили некоторые земли современного Магдалиновского, а с 1963 по 1991 года — весь Петриковский район. 30 сентября 1958 года к Царичанскому району был присоединён Михайловский сельсовет упразднённого Котовского района[5]. В современных границах район существовал с 1991 года.
- 17 июля 2020 года в результате административно-территориальной реформы район вошёл в состав Днепровского района[4].

## Демография
Население района составляет 30 775 человек (данные 2001 г.), в том числе в городских условиях проживают 7 839 человек, в сельских — 22 936 человек.

## Административное устройство
Район включает в себя:
| - Поселковых советов: 1 - Сельских советов: 12 | - Посёлков городского типа: 1 - Посёлков: 1 - Сёл: 47 |

### Местные советы[7]
| - Царичанский поселковый совет - Бабайковский сельский совет - Залелиевский сельский совет - Зорянский сельский совет - Китайгородский сельский совет - Ляшковский сельский совет - Михайловский сельский совет | - Могилёвский сельский совет - Новоподкряжский сельский совет - Прядовский сельский совет - Рудковский сельский совет - Цибульковский сельский совет - Юрьевский сельский совет |

### Населённые пункты[8]
| с. Андреевка с. Бабайковка с. Вербовое с. Гнатовка с. Драговка с. Дубовое с. Егорино с. Залелия с. Заорилье с. Зубковка с. Ивано-Яризовка с. Калиновка с. Катериновка | с. Китайгород с. Кравцовка с. Кущёвка с. Лозоватка с. Лысковка с. Ляшковка с. Михайловка с. Могилёв п. Молодёжное с. Назаренки с. Ненадовка с. Нетёсовка с. Новоподкряж | с. Новосёловка с. Новостроевка с. Орловка с. Пилиповка с. Плавещина с. Помазановка с. Преображенка с. Проточи с. Прядовка с. Рудка с. Рыбалки с. Саловка с. Селяновка | с. Семёновка с. Супина с. Тарасовка с. Турово пгт Царичанка с. Цибульковка с. Червоная Орелька с. Шаровка с. Щербиновка с. Юрьевка |

#### Упразднённые населённые пункты[9]
| с. Кирилловка |

## Экономика
- В промышленный комплекс района входят 4 предприятия:
  - ЗАО «Царичанский завод минводи»
  - районное коммунальное предприятие «Царичанская типография»
  - маслоцех АК «Комбинат „Приднепровский“»
  - колбасный цех «Ирна — 1».
- Сельскохозяйственная продукция вырабатывается 11 обществами с ограниченной ответственностью, 4 частными предприятиями, 2 кооперативами, 1 открытым акционерным обществом, 92 фермерскими хозяйствами.
- Главными направлениями сельскохозяйственного производства:
  - в растениеводстве — выращивание зерновых и масленичных культур
  - в животноводстве — молочное и мясное скотоводство.

## Образование
В районе действуют:
- 17 общеобразовательных учреждений
- 12 дошкольных
- 3 внешкольных учреждений (районный Дом детского и юношеского творчества, Детско-юношеская спортивная школа и Станция юных натуралистов).
- Царичанское ПТУ-89.

## Культура
- 20 клубных заведений
- 20 библиотек
- Районный музей истории
- Районная школа искусств

## Достопримечательности
- На территории района четыре заповедных зоны:
  - гора Калитва (400 га леса, находится у села Китайгород)
  - озеро «Долгое» (5,8 га, село Бабайковка)
  - урочище «Лилея» (30 га, село Турове)
  - декоративный сад (43 га, с. Ляшковка)